# Madison Avenue (Manhattan)

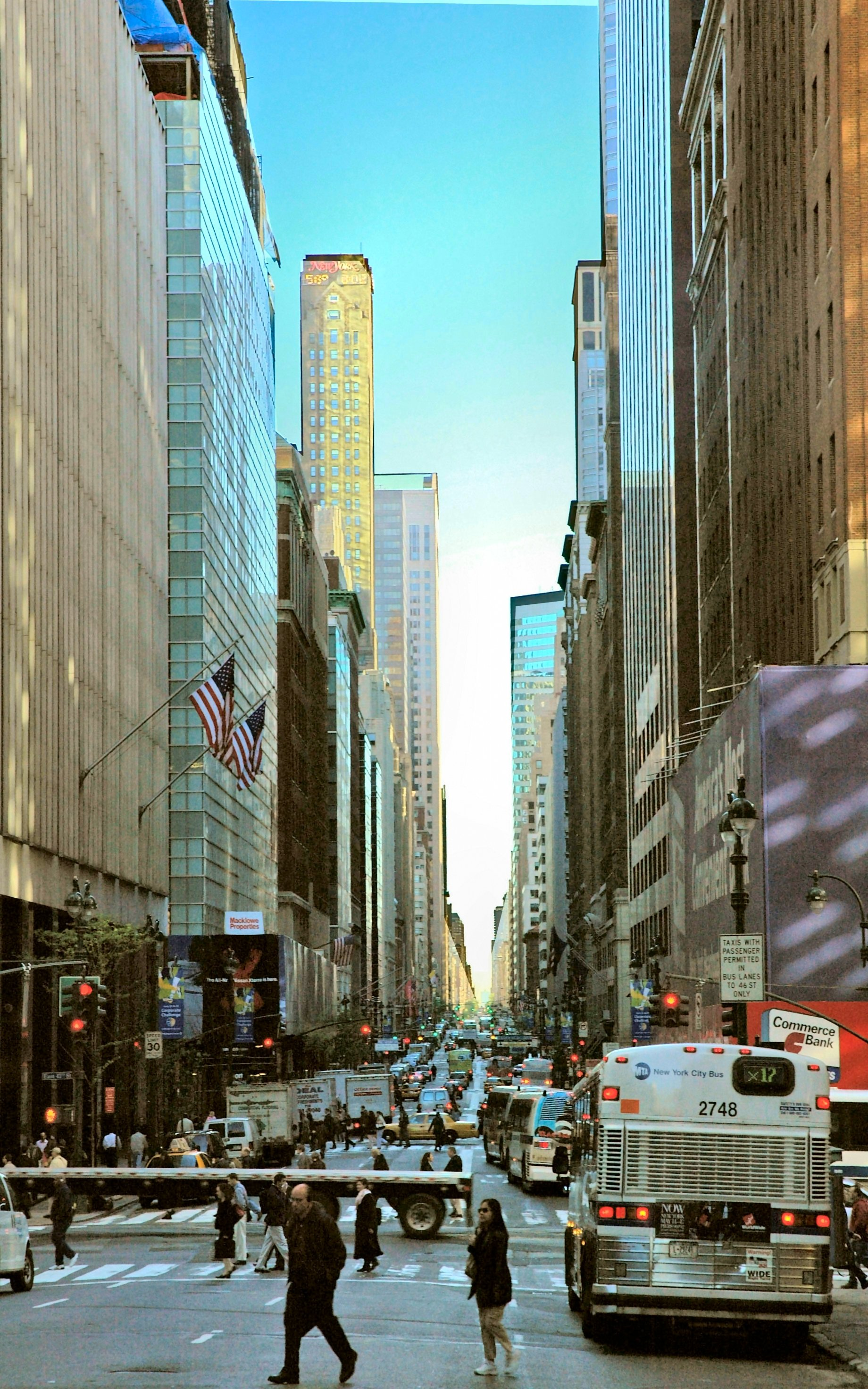
Madison Avenue

Madison Avenue is een straat met eenrichtingsverkeer op Manhattan, New York. Het verkeer kan alleen in noordelijke richting rijden. De avenue begint bij Madison Square (23e straat) en eindigt bij Madison Avenue Bridge (138e straat). De weg loopt door de wijken Midtown, Upper East Side, East Harlem en Harlem. Hij dankt zijn naam aan Madison Square, dat weer vernoemd is naar James Madison, de vierde president van de Verenigde Staten. 
Aan Madison Avenue zijn van oudsher veel belangrijke reclamebureaus gevestigd. Daardoor is "Madison Avenue" een synoniem voor de reclamebranche geworden.